# مآثر سلطانية
المآثر السلطانية هي سجلات فارسية نُشرت في عامي 1825/1826، وتغطي تاريخ إيران بين عامي 1722 و1825، ولكنها تركز في الغالب على عهد فتح علي شاه قاجار (حكم 1797–1834). وقد كتبها الشاعر والمؤرخ عبد الرزاق بك دنبولي، الذي عمل لدى ولي العهد عباس ميرزا.